# Edmond Jacquelin
Pour les articles homonymes, voir Jacquelin.
Edmond Jacquelin, né à Santenay le 31 mars 1875, mort à Paris le 29 juin 1928, est un coureur cycliste français.
Lors de la tournée européenne de Major Taylor qui a remporté le championnat du monde professionnel de vitesse à Montréal en 1899 et fait figure, de 1899 à 1904, de cycliste sur piste le plus rapide du monde, Jacquelin gagne une première fois, le 16 mai 1901, à Paris, au Parc des Princes, d'une demi roue. Il perd la revanche la semaine suivante de plusieurs longueurs d'avance.
Il avait été boulanger. Pendant la Première Guerre mondiale, Edmond sert comme conducteur automobile. Après la guerre, il construit une piste miniature, en terre battue sur l'île d'Amour à Puteaux et déniche les jeunes talents comme Alfred Letourneur.
Il meurt à l'hôpital Beaujon. Il est enterré au Cimetière parisien de Bagneux. Sa sépulture est située dans la 34e division, ligne 2, tombe n° 9.

## Palmarès

### Championnats
- 1894

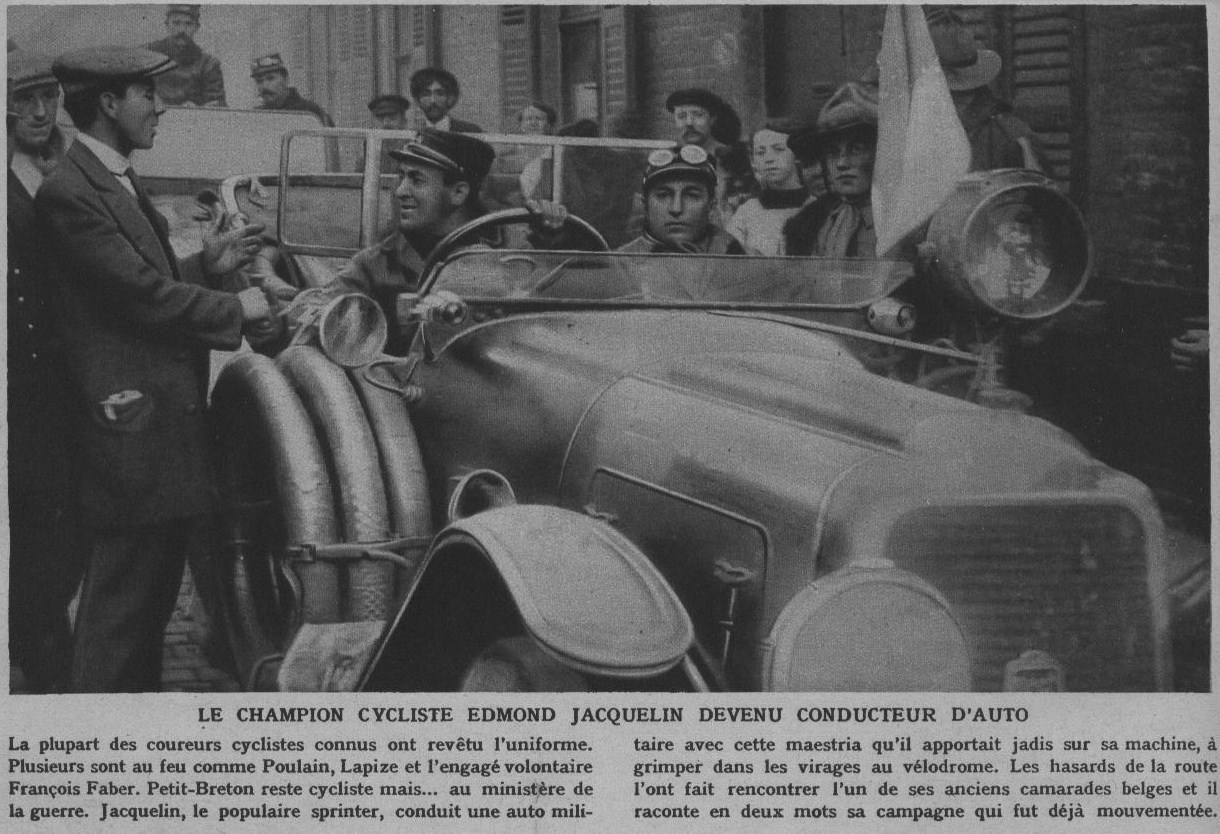
Conducteur automobile en 1914.

  - 2e du championnat de France de demi-fond
- 1896
  -  Champion de France de vitesse
  - 3e du championnat du monde de vitesse
- 1898
  - 3e du championnat du monde de vitesse

- 1900

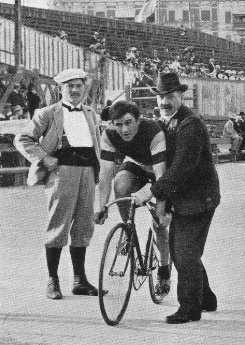
en 1903.

  -  Champion du monde de vitesse
  -  Champion de France de vitesse
  - 2e du championnat du monde de tandem (non officiel) avec Jean-Baptiste Louvet
- 1901
  - 2e du Championnat du monde de vitesse
  - 3e du championnat de France de vitesse
- 1902
  -  Champion de France de vitesse

- 1903
  - 2e du championnat de France de vitesse

### Grand Prix (vitesse)
- Grand Prix de Paris : 1900
- Prix de l'Espérance de vitesse : 1896, 1897, 1900
- GP de Pâques : 1898, 1902, 1904
- GP de Nantes : 1900, 1901 et 1902
- Grand Prix d’Anvers : 1896, 1901
- GP de Milan : 1895
- GP de Madagascar : 1895
- GP de Vienne : 1896
- GP de la Finance (avec Ludovic Morin) : 1896
- Grand Prix de Turin : 1898
- GP de Berlin : 1899
- GP d'Allemagne : 1900
- GP de Lille 1900
- GP de Roubaix : 1900
- GP de Senlis : 1900
- Grand Prix de Reims : 1901
- GP d'Europe : 1901
- GP de la Pentecôte : 1901
- GP de France : 1904

### Autre
- Courses professionnelles des Jeux olympiques de Paris 1900[6]
  - 3e du 2 000 mètres
  - 3e du 2 000 mètres tandem (avec Jean-Baptiste Louvet)
- 1er de la Course des Nations de l'exposition universelle de Paris (la France termine 2e de l'épreuve sur 1500m, avec Paul Bourrillon (4e) et J-B Louvet (6e), derrière l'équipe d'Amérique)